# Wayne Braithwaite
Wayne Braithwaite (ur. 9 sierpnia 1975 w Georgetown) – gujański bokser zawodowy, były mistrz świata federacji WBC w wadze junior ciężkiej.

## Kariera zawodowa
Na zawodowych ringach zadebiutował 28 lutego 1997 roku pokonując przez techniczny nokaut w czwartej rundzie Johna Douglasa. 25 lipca 1998 pokonał przez TKO w siódmej rundzie Wayne Harrisa zdobywając mistrzostwo Gujany w wadze półciężkiej. 29 lipca 1999 zdobył pas WBC International w wadze junior ciężkiej pokonując już w drugiej rundzie Tosca Petridisa. 12 lutego 2000 pokonał przez TKO w ósmej rundzie Dale Browna broniąc swój pas jednocześnie zdobywając tytuł NABF. 17 listopada 2001 znokautował w trzeciej rundzie Louisa Azille zostając oficjalnym pretendentem do pasa WBC, który był w posiadaniu Juana Carlosa Gomeza, jednakże Gomez zrezygnował z mistrzowskiego tytułu zmieniając kategorię wagową na wyższą więc zmierzył się o wakujący pas z Vincenzo Cantatore pokonując go przez techniczny nokaut w dziesiątej rundzie. W swojej pierwszej obronie 21 lutego 2003 znokautował w czwartej rundzie Ravea Springsa a dziesięć miesięcy później pokonał przez techniczny nokaut w pierwszej rundzie Luisa Andresa Pinedę. 17 kwietnia 2004 doszło do pojedynku rewanżowego z Louisem Azille, którego pokonał jednogłośną decyzją. Swój tytuł stracił 2 kwietnia 2005 w pojedynku unifikacyjnym z mistrzem federacji WBA Jean-Marc Mormeckiem. W swoim kolejnym pojedynku 3 września 2005 przegrał przez techniczny nokaut z Guillermo Jonesem, stawką pojedynku był status oficjalnego pretendenta do pasa WBA. 21 lipca 2007 przegrał z mistrzem WBO Enzo Maccarinellim. W swoim kolejnym pojedynku 29 marca 2008 pokonał Yoana Pablo Hernandeza zdobywając pasy WBA Fedelatin oraz WBC Latino. 11 lipca 2009 zmierzył się w pojedynku o status oficjalnego pretendenta do pasa IBF z Steve Cunninghamem przegrywając jednogłośną decyzją. Na ring powrócił 6 marca 2010 pokonując przez techniczny nokaut w pierwszej rundzie Adama Harissa.